# Fr. Ant. Prantl

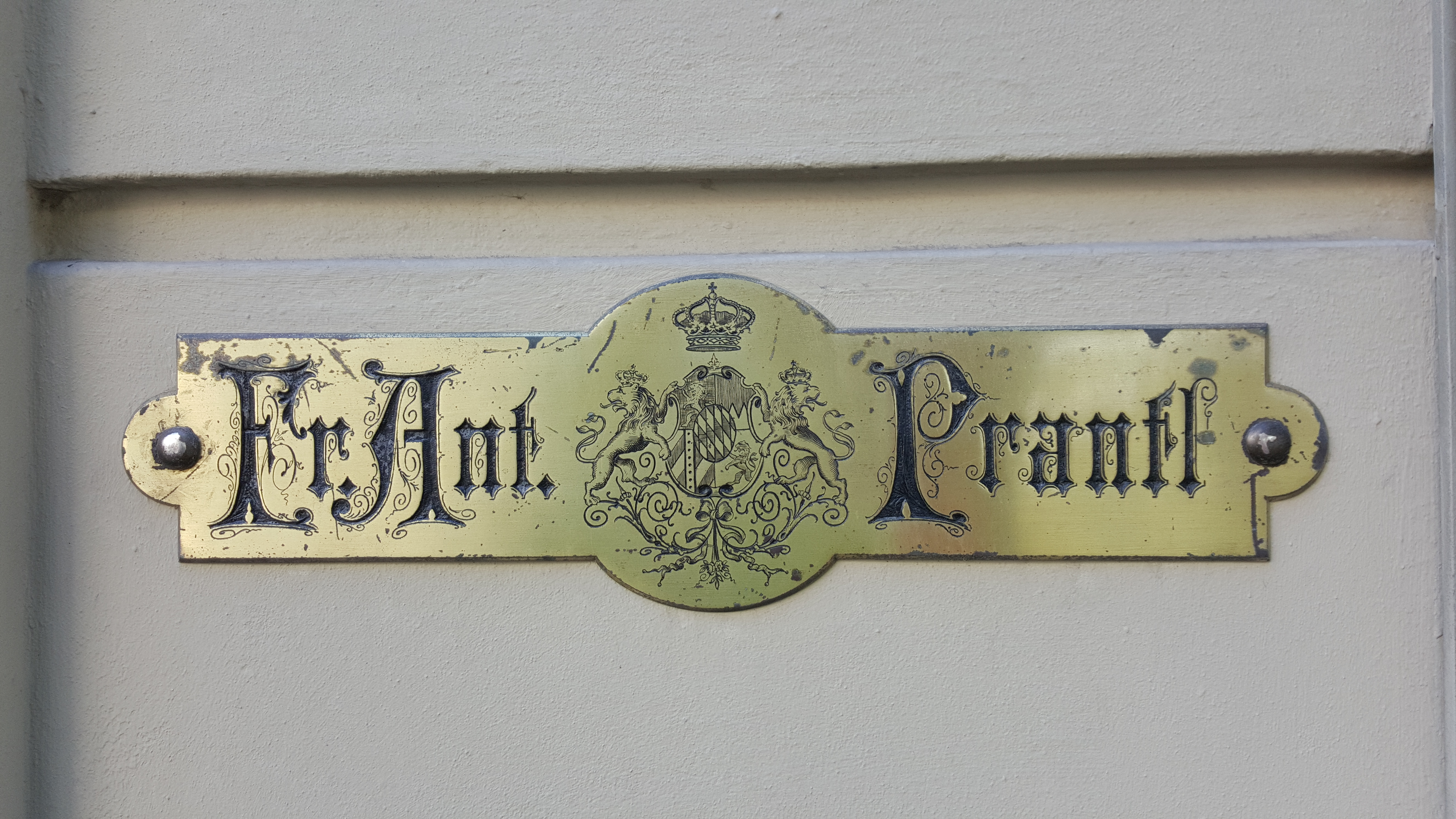

Die Hofdruckerei und Galanteriewarenmanufaktur Prantl (heutige Firmierung: Prantl AG) ist ein traditionsreicher Münchner Hersteller von Akzidenzien (hochwertige individuelle Drucksachen), Blindprägungen, Stahlstichprägungen, Papierveredelung sowie Luxus- und Galanteriewaren, handgemachter Lederwaren und kunstgewerblicher Geschenke. Das Unternehmen war unter anderem königlich bayerischer Hoflieferant und belieferte auch Mitglieder des Hauses Habsburg, Thurn und Taxis etc. Berühmt wurde das Unternehmen aufgrund seiner Beliebtheit bei der Münchner Künstlerschaft so bei Thomas und Heinrich Mann, Franz von Stuck, Nolde, Rilke etc. Das Unternehmen gehört zusammen mit den Firmen Pineider in Florenz, Benetton, Paris und Smythons, London zu den ältesten noch bestehenden seiner Art weltweit und produziert in der eigenen Manufaktur und Druckerei in München, wie auch in Italien und England. Die Firma gilt als das älteste noch bestehende Unternehmen seiner Art in Deutschland.

## Geschichte
Gegründet wurde das Unternehmen vor 1797. Wahrscheinlich stammte die Familie des Namensgebers ursprünglich aus Österreich. Noch heute ist der Nachname überwiegend in Österreich beheimatet. Auch der Vorname Franz Anton spricht dafür. Überwiegend ist der Name in Tirol vertreten, was für eine Einwanderschaft der Familie Prantl im 18. Jahrhundert aus dem Tiroler Raum sprechen könnte.
Wohl aus einem Wechsel geht hervor, dass das Unternehmen zunächst in der Rosenstraße ansässig war. Wann und wo die Firma genau gegründet wurde, ist nicht bekannt. Als Gründungsdatum gilt daher die erste urkundliche und bestätigte Erwähnung von 1797. Danach erfolgte zu einem unbekannten Zeitpunkt ein Umzug in die Sendlinger Straße. Zu dieser Zeit verkaufte die Firma Prantl Kattun- und Wollwaren: 1822 zeigt Franz Anton Prantl im kgl. Bay. Polizey-Anzeiger auf Seite 795 an: „dass seine Handlung das bisher innegehabte Lokal in der Sendlinger Straße verlassen hat und nun in der Schwabinger Residenzstraße ansässig sei“.
Ab den 1820er Jahren vertrieb die Firma nun in bester Innenstadtlage in den königlichen Hofgartenarkaden, dem damals sogenannten „Bazar“ nahe der königlichen Residenz, vermehrt hochwertige Luxus- und Importwaren, wie Tee, Kaffee, böhmisches Glas, Seiden, und Papierwaren sowie Tabak. In Johann Palms Stadtführer „München seine Kunstschätze und Umgebung“ wird die Firma Prantl auch als Tabakhandlung geführt. Auch Spezereien wurden vertrieben: So inseriert Franz Anton Prantl 1835 in der „Münchner Politischen Zeitung“, das Eintreffen von frischem Straßburger Käse, wie auch im bayerischen Eilboten vom Juli und Dezember 1840 „Caviar, frische Bücklinge, wie auch englischen und französischen Senf“.
In den 1840er Jahren assoziiert sich Prantls Sohn August zum bestehenden Geschäft seines Vaters und zeigt im bayerischen Landeboten von 1846 die Eröffnung seiner „Papier-, Schreib- und Kurzwarenhandlung in der Spezereien- und Tabakhandlung seines Vaters an“. Die werbliche Firmierung lautete damals „Fr. Ant. Prantl im Bazar: Spezereien, Luxus- und Manufakturwaren, beste Druckereierzeugnisse, Stahlstich und Gravuren, kunstgewerbliche Geschenke“. Die Firmierung mit dem Namen des einstigen Inhabers „Fr. Ant. Prantl“ blieb bis zum heutigen Tag erhalten. Im Bayerischen Kurier von 1863 wird das Ausscheiden des Franz Anton Prantl und die Übernahme durch August Prantl bekannt gegeben, der letzte Träger des ursprünglichen Namens in der Firma. In der zweiten Hälfte des 19. Jahrhunderts wurde die Firma von der Münchner Kaufmannsdynastie Zechbauer, ebenfalls österreichische Einwanderer, in Teilhaberschaft mit übernommen. Seit der zweiten Hälfte des 19. Jahrhunderts gab es dann mehrere Besitzerwechsel und einen weiten Gesellschafterkreis. Um 1845 wurde das Unternehmen erstmals zum königlich bayerischen Hoflieferant ernannt. Der letzte Hoflieferanten Titel in der Firmengeschichte wurde 1912 an Adolf Koch verliehen, einer der Mitbesitzer der Firma Prantl vor dem Ersten Weltkrieg. Die Firma Prantl gehört damit zu den ältesten Hoflieferanten Münchens.
Ursprünglich war das Druckereigeschäft nur ein Zusatzangebot, um der gehobenen Kundschaft die Möglichkeit zur Personalisierung zu geben. Prantl beschäftigte zu dieser Zeit eigene Graveure, für Wappen-, Initial- und Monogrammherstellung. So ließ z. B. der Dichter und Erfinder des „Kasperls“ Graf Pocci bei Prantl Briefpapier- und Kartenvignetten fertigen. Die aufkommende Begeisterung, besonders des stolzen Wirtschafts- und Großbürgertums der hohen Beamten, Professoren und der Kaufleute im 19. Jahrhundert, schon vorhandene Familienwappen oder neue Wappen, wie auch aufwändig gestaltete Firmensignets und Logos zu führen, führte zu einem Boom in der Herstellung von Stahlstich und Blindprägungen wie auch von historisierenden Exlibris, Siegelmarken, Petschaften und aufwendig gestalteten Vignetten und reich ausgeschmückten Firmenpapieren. Zum Kundenstamm gehörten die bekannten Münchner Familien der Sedlmayr (Spatenbräu), die Architekten Heilmann und Littmann, die Kaufhausbesitzer Oberhummer, der Großbäcker Seidl (Vater des Architekten Gabriel von Seidl), die Familie Oskar von Miller, später die Pringsheims, die Verleger Oldenbourg, die Familie Maffei, die Lebensmittelproduzenten Kathreiners Malzkaffee und Eckart (Konservenfabrik Johs. Eckart, später „Pfanni“), wie auch die Unternehmerfamilie Rodenstock, Bernheimer, Roeckl und der Kunsthändler Heinrich Thannhauser, um nur einige zu nennen. Einige dieser Siegelmarken, Vignetten und Brief- und Geschäftspapiere befinden sich heute in den Sammlungen des bayerischen Wirtschaftsarchiv.
In den 1870er-Jahren begann das Unternehmen nach französischem und englischem Vorbild mit der Produktion von hochwertigen Grußkarten. In der zweiten Hälfte des 19. Jahrhunderts wurde das Grußkartensortiment um Notiz-, Leder-, Manuskriptbücher und Kalender ausgebaut, daraus entstand die Firma „EMWE“, eine nicht mehr bestehende Marke des Hauses für den Buch- und Kalenderbereich. Prantls Notizbücher, die in 8 Sprachen gedruckt wurden, wurden europaweit verkauft. Zu den Liebhabern dieser Bücher gehörten u. a. Emil Nolde, Rilke und Wilhelm Furtwängler. (Rilkes Prantl Notizbücher sind heute im Schweizer Literaturarchiv verwahrt, Nachlass und Sammlung Furtwängler Berlin – Preußischer Kulturbesitz, Staatsbibliothek zu Berlin). Eine Sammlung der seinerzeit fabrizierten Notizbücher befindet sich unter anderem auch in der Sammlung des Nürnberger Spielzeugmuseums.
Zum Ende des 19. Jahrhunderts wurde die sog. „Künstlerabteilung“ mit Farben, Leinwänden, Pinseln etc. ausgebaut, die eine Reihe von berühmten Künstlern ihrer Zeit anzog, so Emil Nolde und später Kandinsky. Zu dieser Zeit druckte Prantl auch Noldes „Alpengesichter“ (Serie von 6 farbigen Postkarten, von Emil Nolde, sign. E. Hansen, München, F. A. Prantl, 1895/96), wie auch Exlibris und Vignetten für Franz von Stuck, Angelo Janck. Die Künstlerabteilung wurde in den 1980er- und 1990er-Jahren aufgegeben. Anfang des 20. Jahrhunderts zählten auch die Brüder Mann zu den Kunden des Hauses. Thomas Mann erwähnt das Unternehmen und seine Produkte u. a. in seinen Tagebüchern. „Auf dem besagten Blatt aus des Herrn Prantl Papierhandlung … schrieb ich den Krull“, sowie „… daß ich den Sturz des Regimes von 1933 noch auf deutschem Papier (von Prantl) notieren werde …“
Nach der kompletten Zerstörung der Manufaktur in der Von-der-Tann-Straße wurde die Manufaktur nach dem Zweiten Weltkrieg neu aufgebaut, das Verkaufshaus zog 1945 vom Odeonsplatz in die Perusastraße in das sog. Haus „Röckl-Eck“. Ab den 1950er Jahren wurde der hochwertige Feindruck wieder zum Standbein der Firma, besonders aufwendige Firmenausstattungen gehörten während der Wirtschaftswunderzeit zur Spezialität der Feindruckerei, so produzierte man ganze Papierausstattungen u. a. für Siemens, BMW, Spaten, Löwenbräu (heute Spaten-Löwenbräu-Gruppe), für das Bankhaus Merck Finck & Co. Auch wurde die Feintäschnerei wieder ausgebaut. So vertrieb das Unternehmen ab den 1950er Jahren Feinlederwaren in Strauss, Kroko, Alligator etc.
2003 zog das Prantl Ladengeschäft zunächst in die neu gestalteten Maximilianshöfe, danach in den Luitpoldblock in die Brienner Straße 11 nahe dem ursprünglichen Standort am Odeonsplatz. Die Büro- und Schreibabteilung wurde aufgegeben und das Unternehmen spezialisiert sich seither auf das Kernsortiment an Feindruck, handgemachten Druck- und Papierwaren, Druckveredelung wie z. B. Stahlstich, Blindprägungen, Buchbinderei, und Lederwaren. Darüber hinaus vertreibt das Unternehmen eine eigene Kollektion an Grußkarten, Gästebüchern und anderen Druckerzeugnissen bei Ludwig Beck. Seit 2012 unterhält das Unternehmen eine Niederlassung in London und druckt seither auch für den englischen Hof. Die Druckereileitung in München liegt bei Hermann F. Moll.

## Berühmte Kunden
Nachweislich bediente berühmte Kunden (Druckerzeugnisse teilweise ausgestellt im Münchner Flagshipstore): Das königliche Haus Wittelsbach, Mitglieder der Häuser Habsburg, Württemberg, Hohenzollern, Sachsen-Coburg-Gotha die Fürsten Löwenstein, Castell-Castell etc. Richard Strauss, Heinrich und Thomas Mann, August von Finck, Gunter Sachs, Willy Sachs, Franz-Joseph Strauss, Lujo Brentano, Franz von Stuck, die Begum Aga Kahn, Botschafter Khalil Esfandiary Bakhtiary, Vater von Kaisern Soraya, Fürst Johannes von Thurn und Taxis, Albert Ballin, Claude Dornier, Wernher von Braun, Königin Elisabeth II. von England etc.